# غيلمار رينالدي
غيلمار لويس رينالدي (بالبرتغالية: Gilmar Luís Rinaldi) المعروف باسم  غيلمار رينالدي، ولد في 13 يناير 1959 في نوفا إيغواكو، ريو دي جانيرو، البرازيل، لاعب كرة قدم برازيلي سابق. شارك مع منتخب بلاده في كأس العالم لكرة القدم 1994.

## روابط خارجية
- غيلمار رينالدي على موقع الاتحاد الدولي (مؤرشف)  (الإنجليزية)
- غيلمار رينالدي على موقع رابطة كرة القدم اليابانية للمحترفين (اليابانية)
- غيلمار رينالدي على موقع قاعدة بيانات كرة القدم.إي يو (الإنجليزية)
- غيلمار رينالدي على موقع ناشيونال فوتبول تيمز (الإنجليزية)
- غيلمار رينالدي على موقع Soccerway.com (الإنجليزية)
- غيلمار رينالدي على موقع عالم كرة القدم.نت (الإنجليزية)
- غيلمار رينالدي على موقع أوليمبيديا (الإنجليزية)
- غيلمار رينالدي على موقع اللجنة الأولمبية البرازيلية (البرتغالية)